# Episodi di Mom (quinta stagione)
La quinta stagione della sitcom Mom viene trasmessa in prima visione assoluta negli Stati Uniti da CBS dal 2 novembre 2017 al 10 maggio 2018.
In Italia la stagione è andata in onda dal 22 marzo all'11 agosto 2018 su Joi, canale a pagamento della piattaforma Mediaset Premium. In chiaro viene trasmessa su Italia 1 dal 20 giugno 2019.
| nº | Titolo originale                            | Titolo italiano                       | Prima TV USA     | Prima TV Italia |
| -- | ------------------------------------------- | ------------------------------------- | ---------------- | --------------- |
| 1  | Twinkle Lights and Grandma Shoes            | Proposta di matrimonio                | 2 novembre 2017  | 22 marzo 2018   |
| 2  | Fish Town and Too Many Thank You's          | Orgoglio e pregiudizi                 | 9 novembre 2017  | 22 marzo 2018   |
| 3  | A Seafaring Ancestor and a Bloomin' Onion   | Galeotto fu l'esame                   | 16 novembre 2017 | 29 marzo 2018   |
| 4  | Fancy Crackers and Giant Women              | Sacrifici necessari                   | 23 novembre 2017 | 29 marzo 2018   |
| 5  | Poodle Fuzz and a Twinge of Jealousy        | La caduta di Bonnie                   | 30 novembre 2017 | 5 aprile 2018   |
| 6  | Smooth Jazz and a Weird Floaty Eye          | Il fratello di Adam                   | 7 dicembre 2017  | 5 aprile 2018   |
| 7  | Too Many Hippies and Huevos Rancheros       | Puoi contare sulle amiche             | 14 dicembre 2017 | 12 aprile 2018  |
| 8  | An Epi-Pen and a Security Cat               | Il fantasma dei natali passati        | 21 dicembre 2017 | 12 aprile 2018  |
| 9  | Teenage Vampires and a White Russian        | Salviamo il soldato Ray               | 4 gennaio 2018   | 19 aprile 2018  |
| 10 | A Bear and a Bladder Infection              | Sentimenti e pentimenti               | 11 gennaio 2018  | 26 aprile 2018  |
| 11 | Bert and Ernie and a Blessing of the People | Grandi gesti romantici                | 18 gennaio 2018  | 7 luglio 2018   |
| 12 | Push-Down Coffee and a Working Turn Signal  | Un regalo inaspettato                 | 1º febbraio 2018 | 7 luglio 2018   |
| 13 | Pudding and a Screen Door                   | Il vassoio della discordia            | 1º marzo 2018    | 14 luglio 2018  |
| 14 | Charlotte Brontë and a Backhoe              | Un martello e un serbatoio di energia | 8 marzo 2018     | 14 luglio 2018  |
| 15 | Esta Loca and a Little klingon              | Nessun secondo posto                  | 29 marzo 2018    | 21 luglio 2018  |
| 16 | Eight Cats and the Hat Show                 | Terapia a quattro zampe               | 5 aprile 2018    | 21 luglio 2018  |
| 17 | Crazy Snackes and Astronauts                | Ciao, sono Bonnie                     | 12 aprile 2018   | 28 luglio 2018  |
| 18 | Spaghetti Sauce and a Dumpster Fire         | Un cambiamento necessario             | 19 aprile 2018   | 28 luglio 2018  |
| 19 | A Taco Bowl and a Tubby Seamstress          | Un veterano sotto sfratto             | 26 aprile 2018   | 4 agosto 2018   |
| 20 | Ocular Fluid and Fighting Robots            | La guerra fredda del panino           | 3 maggio 2018    | 4 agosto 2018   |
| 21 | Phone Confetti and a Wee Dingle             | Anche io ho una figlia                | 10 maggio 2018   | 11 agosto 2018  |
| 22 | Diamond Earrings and a Pumpkin Head         | Da una dipendenza all'altra           | 10 maggio 2018   | 11 agosto 2018  |

## Proposta di matrimonio
- Titolo originale: Twinkle Lights and Grandma Shoes
- Diretto da: Pamela Fryman
- Scritto da: Chuck Lorre, Eddie Gorodetsky e Gemma Baker

### Trama
Adam propone a Bonnie di sposarlo. Lei, dapprima entusiasta, si fa prendere dal panico e rifiuta. Christy riesce a far assumere Natasha come cameriera nel ristorante frequentato dal gruppo. Dopo molte lotte interiori, Bonnie accetta la proposta di Adam. Jill, rimasta sola per il mancato affidamento di Emily, entra in depressione e si consola con il cibo fino a diventare obesa.

## Orgoglio e pregiudizi
- Titolo originale: Fish Town and Too Many Thank You's
- Diretto da: Pamela Fryman
- Scritto da: Chuck Lorre, Eddie Gorodetsky e Gemma Baker

### Trama
Ray è ospite in casa Plunkett. Nasce subito una buona intesa con Adam e, insieme, vanno allo stadio a vedere una partita. Christy e Bonnie, rimaste sole, escono con l'auto di Ray. Fermate dalla polizia, scoprono che in auto ci sono cocaina ed erba, ma riescono ad occultarle appena in tempo. Tornate a casa, informano Ray del ritrovamento e chiedono spiegazioni, ma lui dichiara di non avere nessuna dipendenza e di non aver bisogno della terapia di gruppo. L'indomani, prima che Christy e Bonnie si alzino, abbandona casa Plunkett.

## Galeotto fu l'esame
- Titolo originale: A Seafaring Ancestor and a Bloomin' Onion
- Diretto da: Pamela Fryman
- Scritto da: Chuck Lorre, Eddie Gorodetsky e Gemma Baker

### Trama
Christy studia con Cooper, un compagno di scuola inizialmente snob e insopportabile, per prepararsi ad un esame imminente. Dopo un'uscita in un locale con intrattenimento a quiz, tra i due nasce un'intesa che, col tempo, li porta a letto insieme. Natasha, grazie a Bonnie, affitta un appartamento molto economico che le serve per ospitare Emily. Dopo una breve convivenza, però, ha paura di non essere all'altezza dell'impegno preso con la figlia e vorrebbe bere, ma grazie all'aiuto di Bonnie e Jill riacquista fiducia in se stessa.

## Sacrifici necessari
- Titolo originale: Fancy Crackers and Giant Women
- Diretto da: Pamela Fryman
- Scritto da: Chuck Lorre, Eddie Gorodetsky e Gemma Baker

### Trama
Christy deve fare le domande di ammissione per l'università, ma la spesa è considerevole e per farle Bonnie decide di rinunciare a tv e internet. Natasha conosce un "pezzo grosso della musica" che vuole farla sfondare come cantante. Christy è scettica sulle intenzioni dell'uomo, ma effettivamente è sincero e dopo aver venduto una canzone di Natasha per un buon compenso la invita a trasferirsi a Los Angeles per continuare l'attività di cantante. Jill ha una crisi in un negozio per aver perso il controllo del proprio peso, e riceve l'aiuto di Christy e Bonnie. 

## La caduta di Bonnie
- Titolo originale: Poodle Fuzz and a Twinge of Jealousy
- Diretto da: Pamela Fryman
- Scritto da: Chuck Lorre, Eddie Gorodetsky e Gemma Baker

### Trama
Bonnie, a causa di una caduta, è costretta su una sedia a rotelle per un paio di settimane. Nel frattempo, Christy deve occuparsi di Bonnie e della manutenzione del condominio. Christy scopre così che la madre fa delle gentilezze ai condomini e ne rimane sorpresa. Anche Adam le racconta un episodio che conferma la buona indole di Bonnie. Christy crede che la madre stia diventando una "persona migliore".

## Il fratello di Adam
- Titolo originale: Smooth Jazz and a Weird Floaty Eye
- Diretto da: Pamela Fryman
- Scritto da: Chuck Lorre, Eddie Gorodetsky e Gemma Baker

### Trama
Adam deve incontrare suo fratello Patrick per una questione di eredità e vorrebbe farlo da solo; i due, infatti, si detestano per una vecchia storia legata ad una attività avviata insieme e ora di Patrick. Bonnie, invece, vuole conoscerlo e decide di portare i due fratelli a cena nel ristorante dove lavora Christy. Patrick flirta con Christy e tra i due nasce un'intesa che porta Patrick a trattenersi per un paio di settimane. Durante la permanenza, le Plunkett riescono a far chiarire i fratelli che mettono da parte tutti i rancori. Jill si ricovera in una clinica per obesi.

## Puoi contare sulle amiche
- Titolo originale: Too Many Hippies and Huevos Rancheros
- Diretto da: Pamela Fryman
- Scritto da: Chuck Lorre, Eddie Gorodetsky e Gemma Baker

### Trama
Victor viene colto da infarto e non è più autosufficiente; per Marjorie è un enorme impegno, sia fisico che emotivo. Patrick deve ripartire per Santa Cruz ma torna per stare con Christy. Tra i due nascono le prime incomprensioni ma sono presto superate. Jill è ricoverata nella clinica per obesi.

## Il fantasma dei natali passati
- Titolo originale: An Epi-Pen and a Security Cat
- Diretto da: Pamela Fryman
- Scritto da: Chuck Lorre, Eddie Gorodetsky e Gemma Baker

### Trama
Christy e Bonnie subiscono un furto nell'appartamento e tra gli oggetti rubati c'è il computer con la tesina di Christy. Wendy trova il computer di Christy in vendita su internet e le amiche partono per recuperarlo. Scoprono così che il responsabile del furto è il nipote di Mary, membro del gruppo degli alcolisti anonimi. Mary, inizialmente incredula, trova e restituisce la refurtiva. Il nipote sparisce l'indomani, Mary si isola dal gruppo e Bonnie risarcisce una delle sue vittime passate.

## Salviamo il soldato Ray
- Titolo originale: Teenage Vampires and a White Russian
- Diretto da: Pamela Fryman
- Scritto da: Chuck Lorre, Eddie Gorodetsky e Gemma Baker

### Trama
Ray, il fratello di Bonnie, finisce in prigione per rissa e ubriachezza. Christy viene licenziata mettendo in difficoltà il bilancio familiare. Uscito di prigione, Ray viene ospitato da Adam contro la volontà di Bonnie che preferirebbe una clinica per disintossicare il fratello da alcool e droga. Poco dopo, infatti, Ray cede di nuovo alla tentazione della droga finendo per essere allontanato sia da Adam che da Bonnie. Christy evita il licenziamento con metodi poco ortodossi.

## Sentimenti e pentimenti
- Titolo originale: A Bear and a Bladder Infection
- Diretto da: Pamela Fryman
- Scritto da: Chuck Lorre, Eddie Gorodetsky e Gemma Baker

### Trama
Christy e Patrick stanno portando avanti una relazione a distanza con grandi difficoltà. Nel frattempo Cooper e Christy si incontrano casualmente e tra i due rinasce la passione. Dopo essersi confidata con Bonnie e Adam, Christy decide di interrompere la relazione con Cooper e andare a Santa Cruz da Patrick.

## Grandi gesti romantici
- Titolo originale: Bert and Ernie and a Blessing of the People
- Diretto da: Pamela Fryman
- Scritto da: Chuck Lorre, Eddie Gorodetsky e Gemma Baker

### Trama
Christy va a Santa Cruz da Patrick mentre Bonnie e Adam vanno al matrimonio di un'amica. Durante il primo rapporto, Patrick è colto da un attacco di panico e Christy confessa di aver avuto un flirt con un amico. Inizialmente i due si allontanano, ma l'indomani Patrick la raggiunge alla Napa Valley per perdonarla e riprendere da dove avevano interrotto. Adam vuole sposare Bonnie, ma lei rimanda indefinitamente fino a quando, con un giochetto psicologico, cede e fissa la data del matrimonio.

## Un regalo inaspettato
- Titolo originale: Push-Down Coffee and a Working Turn Signal
- Diretto da: Pamela Fryman
- Scritto da: Chuck Lorre, Eddie Gorodetsky e Gemma Baker

### Trama
A Christy si guasta l'auto ma non ha i soldi per comprarne un'altra e rifiuta prestiti da tutti. Poi, visti gli enormi disagi per muoversi con i mezzi pubblici, accetta il denaro da Adam. Comprata l'auto dall'ex marito Baxter, Christy confessa a Patrick dove ha trovato il denaro e lui, infuriato, lo restituisce. Quando Christy prova a restituire l'auto, Baxter la rifiuta e gliela regala.

## Il vassoio della discordia
- Titolo originale: Pudding and a Screen Door
- Diretto da: Pamela Fryman
- Scritto da: Chuck Lorre, Eddie Gorodetsky e Gemma Baker

### Trama
Jill torna dalla clinica per la cura dell'obesità dopo aver perso 50kg in tre mesi. La sua nuova filosofia non prevede più di offrire il pranzo a tutte le amiche per guadagnarsi la loro amicizia e questo costringe il gruppo a trovare un locale più economico dove ritrovarsi a mangiare e discutere. Christy riceve le risposte alle sue domande di ammissione per l'università e sono tutte negative. Ne rimane sconvolta perché non ha mai pensato a un'alternativa.

## Un martello e un serbatoio di energia
- Titolo originale: Charlotte Brontë and a Backhoe
- Diretto da: Pamela Fryman
- Scritto da: Chuck Lorre, Eddie Gorodetsky e Gemma Baker

### Trama
Miranda, coach di Jill dai metodi poco ortodossi, cerca di aiutare Christy fortemente depressa per non essere stata ammessa all'università. Dopo una seduta terapica Christy sembra stare meglio. Quando Bonnie viene a sapere che la seduta è costata 500 dollari va da Miranda per protestare. Arrivata da lei subisce la stessa terapia, ma con esiti opposti. Jill cede alla tentazione e interrompe la sobrietà.

## Nessun secondo posto
- Titolo originale: Esta Loca and a Little klingon
- Diretto da: Pamela Fryman
- Scritto da: Chuck Lorre, Eddie Gorodetsky e Gemma Baker

### Trama
Jill cede di nuovo alla tentazione dell'alcool e non riesce più a controllarsi. Si ubriaca anche il giorno del compleanno di Patrick costringendo Christy e Bonnie ad abbandonarlo per aiutarla. Jill viene ospitata a casa Plunkett. Patrick ritiene di non essere abbastanza importante per Christy e se ne va.

## Terapia a quattro zampe
- Titolo originale: Eight Cats and the Hat Show
- Diretto da: Pamela Fryman
- Scritto da: Chuck Lorre, Eddie Gorodetsky e Gemma Baker

### Trama
Muore l'anziano cane di Adam. Bonnie, per aiutarlo a superare il momento difficile, prende un cucciolo in canile ma Adam non lo vuole. Patrick propone a Christy di andare a vivere da lui a Santa Cruz, ma lei rifiuta e Patrick la lascia definitivamente. Jill porta Christy a fare shopping per aiutarla a superare il momento difficile , ma lì incontrano la moglie dell'ex di Jill ed è lei a cadere in depressione. Adam torna da Bonnie e accetta il cucciolo.

## Ciao, sono Bonnie
- Titolo originale: Crazy Snackes and Astronauts
- Diretto da: Pamela Fryman
- Scritto da: Chuck Lorre, Eddie Gorodetsky e Gemma Baker

### Trama
Christy, Bonnie, Marjorie, Jill e Wendy vanno in carcere per fare le riunioni di gruppo con le detenute. Lì, una detenuta di nome Tenny riconosce Bonnie e la aggredisce. Tornata a casa, Bonnie si ricorda di Tenny, una ragazza affidata alla stessa famiglia come lei alla quale aveva rovinato la vita con delle subdole manovre. Bonnie torna a trovarla, le chiede scusa e riesce a farsi perdonare. Riprendono le riunioni in carcere ma, al primo incontro, un'altra detenuta riconosce Bonnie e la aggredisce di nuovo.

## Un cambiamento necessario
- Titolo originale: Spaghetti Sauce and a Dumpster Fire
- Diretto da: Pamela Fryman
- Scritto da: Chuck Lorre, Eddie Gorodetsky e Gemma Baker

### Trama
Marjorie è nervosa e litiga spesso. Anche Christy ha una discussione con lei e decide di cambiare sponsor (tutor). La trova dentro al gruppo di terapia e si allontana anche dalle amiche. Marjorie, ancora turbata per la ricaduta della propria tutor, si scusa con Christy. Nel frattempo, Patrick va in vacanza con la propria insegnante di yoga.

## Un veterano sotto sfratto
- Titolo originale: A Taco Bowl and a Tubby Seamstress
- Diretto da: Pamela Fryman
- Scritto da: Chuck Lorre, Eddie Gorodetsky e Gemma Baker

### Trama
Christy supera l'esame di ammissione all'università. Bonnie riceve la visita della nuova proprietaria del condominio che, scontenta dello stato di manutenzione, le intima di mettere tutto a posto in tre giorni, pena il licenziamento. Deve anche sollecitare gli inquilini morosi o sfrattarli; quando scopre che uno di questi è un anziano cieco, veterano del Vietnam e con un cancro avanzato si rifiuta e convince la proprietaria a essere più comprensiva.

## La guerra fredda del panino
- Titolo originale: Ocular Fluid and Fighting Robots
- Diretto da: Pamela Fryman
- Scritto da: Chuck Lorre, Eddie Gorodetsky e Gemma Baker

### Trama
Christy e Bonnie hanno qualche screzio e Christy vorrebbe andare a vivere lontana dalla madre. Non trova nessuna alternativa valida, così la tutor le consiglia di essere più gentile con Bonnie e le vieta di vantarsene. Il nuovo atteggiamento non porta nessun beneficio a Christy ma aiuta Bonnie e Adam che attraversavano un periodo difficile.

## Anche io ho una figlia
- Titolo originale: Phone Confetti and a Wee Dingle
- Diretto da: Pamela Fryman
- Scritto da: Chuck Lorre, Eddie Gorodetsky e Gemma Baker

### Trama
Christy è disperata perché Patrick sta per sposarsi. Bonnie, per aiutarla, la porta in vacanza in Nevada, ma durante il viaggio viene arrestata per dei parcheggi non pagati anni addietro. Per far scarcerare sua madre, Christy chiede il denaro ad Adam e va a ritirarlo in un vicino bancomat presso un casinò. Ritirato il denaro non resiste alla tentazione e perde tutto ai dadi. Vista la necessità, chiede altro denaro a Jill ma perde tutto di nuovo. Tornata nell'ufficio di polizia a mani vuote, è lo stesso sceriffo a liberare Bonnie che, nel frattempo, si era guadagnata la sua simpatia.

## Da una dipendenza all'altra
- Titolo originale: Diamond Earrings and a Pumpkin Head
- Diretto da: Pamela Fryman
- Scritto da: Chuck Lorre, Eddie Gorodetsky e Gemma Baker

### Trama
Christy si laurea e le amiche le regalano degli orecchini di diamanti. Fatica a restituire il denaro a Jill e Adam; per accelerare i tempi partecipa a una partita a poker dove perde tutto il denaro delle mance e gli orecchini. Quando le amiche lo scoprono, comprende di avere una nuova dipendenza: la dipendenza dal gioco. Dopo la riunione degli alcolisti anonimi va a quella dei giocatori anonimi.